# غليب فيدوتوف
غليب فيدوتوف هو لاعب كرة قدم روسي في مركز الوسط، ولد في 20 سبتمبر 1995. لعب مع FC Khimik Dzerzhinsk ‏.

## وصلات خارجية
- غليب فيدوتوف على موقع قاعدة بيانات كرة القدم.إي يو (الإنجليزية)
- غليب فيدوتوف على موقع Soccerway.com (الإنجليزية)